# Дудник Ігор Анатолійович
Ігор Анатолійович Дудник (9 серпня 1985, В'язівка, Запорізька область) — український футболіст, правий захисник, в даний час без клубу. Відомий за виступами у вищих дивізіонах України, Росії та Латвії.

## Кар'єра
Вихованець запорізького футболу. З 2002 року виступав за дубль запорізького «Металурга». 28 листопада 2004 року зіграв свій перший матч за основу клубу в вищій лізі України проти «одноклубників» з Донецька.
У 2008 році перейшов в грозненський «Терек». Дебютував в російській прем'єр-лізі 11 травня 2008 року в грі проти «Амкара» . Всього провів у складі «Терека» 4 матчі. За словами самого гравця, його відхід з «Металурга» в 2007 році і з «Терека» в 2008 пов'язані з складними відносинами з тренером В'ячеславом Грозним .
Навесні 2009 року був на перегляді в клубах «Луч-Енергії» і «Шинник», але підписання контракту не відбулося, потім приєднався до українського клубу із Закарпаття «Говерла», за який не зіграв жодного матчу. Влітку 2009 року підписав контракт з «Краснодаром», в складі якого на полі з'явився лише один раз — 11 вересня 2009 року в грі першого дивізіону проти «КАМАЗа» .
На початку 2010 року підписав контракт з «Даугавою», провівши за неї три матчі, отримав травму і відновлювався, граючи восени 2010 року за «Фенікс-Іллічівець» в першій лізі України. Навесні 2011 повернувся в «Даугаву», на цей раз більш успішно —провів в чемпіонаті Латвії 11 матчів і забив 4 голи.
У сезоні 2011/12 Дудник повернувся в свій перший клуб — запорізький «Металург». Зігравши 15 матчів за сезон, він допоміг клубу зайняти друге місце в турнірі першої ліги і вийти у вищу.
З осені 2012 року виступав за донецький «Олімпік», в сезоні 2013/14 став переможцем першої ліги України. Єдиний гол за команду забив у листопаді 2013 року в грі проти «ФК Суми» (1: 0). У червні 2014 року залишив «Олімпік».